# Poa macroclada
Poa macroclada är en gräsart som beskrevs av Per Axel Rydberg. Poa macroclada ingår i släktet gröen, och familjen gräs. Inga underarter finns listade i Catalogue of Life.